# Pirații din Caraibe: Răzbunarea lui Salazar
Pirații din Caraibe: Răzbunarea lui Salazar (titlu original: Pirates of the Caribbean: Dead Men Tell No Tales) este un film american fantastic de capă și spadă, al cincilea film din seria Pirații din Caraibe. Este regizat de Joachim Rønning și Espen Sandberg după un scenariu de Jeff Nathanson, cu Jerry Bruckheimer ca producător. Filmul este creat ca o relansare soft a francizei.  În rolurile principale joacă actorii  Johnny Depp ca Jack Sparrow, Javier Bardem ca principalul răufăcător și antagonist, căpitanul Salazar, Orlando Bloom ca Will Turner; în rolurile secundare joacă actorii Brenton Thwaites ca Henry Turner, Kaya Scodelario este Carina Smyth, Kevin McNally ca Joshamee Gibbs și Geoffrey Rush ca Hector Barbossa.
Pre-producția acestui film a început la scurt timp după ce al patrulea film al francizei, Pe ape și mai tulburi, a fost lansat la începutul anului 2011, când scriitorul Terry Rossio a realizat un prim scenariu pentru al cincilea film. La începutul anului 2013, Jeff Nathanson a fost angajat pentru a scrie un nou scenariu,  Depp fiind implicat în procesul de realizare al scenariului.  Inițial planificat pentru a fi lansat în 2015, filmul a fost amânat pentru 2016 și apoi 2017, datorită unor probleme cu scenariul și cu bugetul peliculei.  Filmările principale au început în Australia în februarie 2015, după ce Guvernul Australian a oferit studiourilor Disney o reducere a taxelor cu 20 de milioane $ și s-au terminat în iulie 2015. A fost lansat în format Disney Digital 3D la 26 mai 2017.
Keira Knightley apare pentru scurt timp la sfârșit într-un rol necuvântător ca Elizabeth Swann, soția lui Will și mama lui Henry. Adam Brown, Danny Kirrane și Delroy Atkinson apar ca membri ai echipajului lui Jack, iar în scena închisorii, Paul McCartney apare pentru scurt timp ca unchiul patern al lui Jack, unchiul Jack. O silueta CGI a lui Davy Jones este văzută în scena post-credite, dar actorul Bill Nighy a declarat că nu a fost informat despre apariția personajului.